# Viktoriaplatz (Bern)

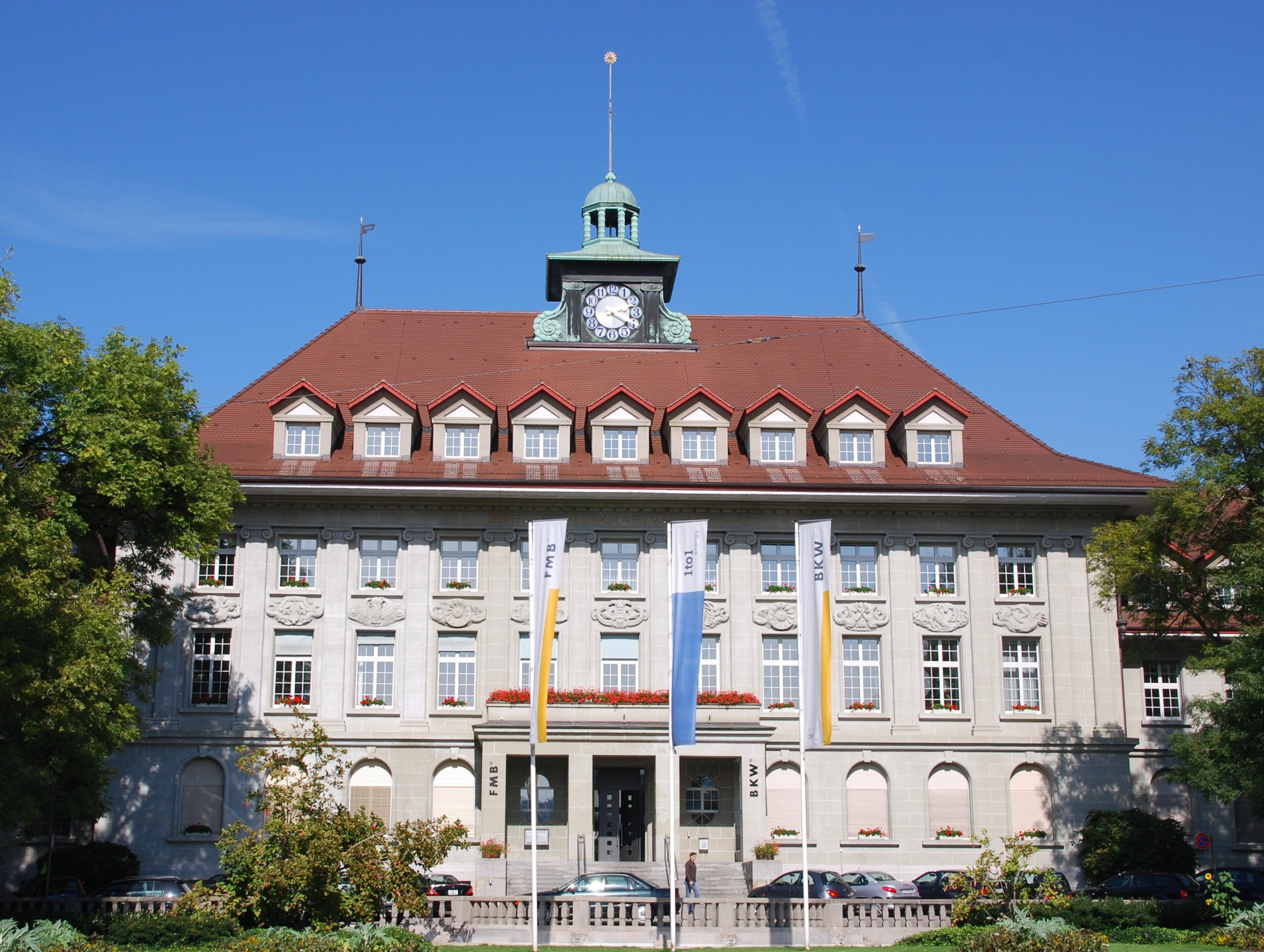
Hauptsitz der BKW am Viktoriaplatz

Der Viktoriaplatz ist ein Platz in Bern, am nördlichen Abschluss der Kornhausbrücke. Hier befindet sich der Hauptsitz des Elektrizitätswerks BKW. Der Platz bildet das Zentrum des Quartiers Spitalacker. Er wird von der Tramlinie 9 und der Buslinie 10 von Bernmobil bedient.

## Geschichte
Zu Beginn des 20. Jahrhunderts wurden am Viktoriaplatz einige Tennisplätze errichtet, die im Winter als Eisbahn benutzt wurden. Das Verwaltungsgebäude der BKW wurde 1915–16 von Max Zeerleder und Willy Bösiger erbaut. Die Fenster des Hauptgeschosses enthalten Reliefs zum Thema Wasserkraft von Karl Hänny.
Am 5. April 2011 wurde im Nachgang der Nuklearkatastrophe von Fukushima auf der Grünanlage vor dem BKW-Gebäude ein Zeltlager errichtet, um die Stilllegung des Kernkraftwerks Mühleberg zu fordern.
Die Kreuzung mit Rechtsvortritt wurde 2021 umgestaltet zu einem Kreisverkehr. Ein kleiner Teil des Platzes wurde entsiegelt.